# Volta ao Alentejo 2010
La Volta ao Alentejo 2010, ventottesima edizione della corsa, si svolse dal 10 al 13 giugno su un percorso di 538 km ripartiti in 4 tappe, con partenza a Vidigueira e arrivo a Évora. Fu vinta dallo spagnolo David Blanco della Palmeiras Resort-Tavira davanti al suo connazionale Alejandro Marque e al portoghese Fabio Silvestre.

## Tappe
| Tappa  | Data      | Percorso                         | km    | Vincitore di tappa | Leader cl. generale |
| ------ | --------- | -------------------------------- | ----- | ------------------ | ------------------- |
| 1ª     | 10 giugno | Vidigueira > Aljustrel           | 178   | Cândido Barbosa    | Cândido Barbosa     |
| 2ª     | 11 giugno | Viana Do Alentejo > Estremoz     | 180,2 | Bruno Pires        | Cândido Barbosa     |
| 3ª     | 12 giugno | Reguengos de Monsaraz > Monsaraz | 18,4  | David Blanco       | David Blanco        |
| 4ª     | 13 giugno | Redondo > Évora                  | 162   | Steffen Radochla   | David Blanco        |
| Totale | Totale    | Totale                           | 538   |                    |                     |

## Dettagli delle tappe

### 1ª tappa
- 10 giugno: Vidigueira > Aljustrel – 178 km

| Pos. | Corridore        | Squadra          | Tempo    |
| ---- | ---------------- | ---------------- | -------- |
| 1    | Cândido Barbosa  | Palmeiras Resort | 4h21'37" |
| 2    | Steffen Radochla | Sparkasse        | s.t.     |
| 3    | Fabio Silvestre  |                  | s.t.     |

| Pos. | Corridore        | Squadra          | Tempo    |
| ---- | ---------------- | ---------------- | -------- |
| 1    | Cândido Barbosa  | Palmeiras Resort | 4h21'24" |
| 2    | Steffen Radochla | Sparkasse        | a 7"     |
| 3    | Egoitz García    | Caja Rural       | s.t.     |

### 2ª tappa
- 11 giugno: Viana Do Alentejo > Estremoz – 180,2 km

| Pos. | Corridore          | Squadra            | Tempo    |
| ---- | ------------------ | ------------------ | -------- |
| 1    | Bruno Pires        | Barbot-Siper       | 4h31'07" |
| 2    | Bruno Matos Sancho | La Rota dos Moveis | a 2"     |
| 3    | Fabio Silvestre    |                    | s.t.     |

| Pos. | Corridore       | Squadra          | Tempo    |
| ---- | --------------- | ---------------- | -------- |
| 1    | Cândido Barbosa | Palmeiras Resort | 8h52'33" |
| 2    | Bruno Pires     | Barbot-Siper     | a 1"     |
| 3    | Oleh Čužda      | Caja Rural       | a 4"     |

### 3ª tappa
- 12 giugno: Reguengos de Monsaraz > Monsaraz – 18,4 km

| Pos. | Corridore        | Squadra            | Tempo  |
| ---- | ---------------- | ------------------ | ------ |
| 1    | David Blanco     | Palmeiras Resort   | 23'21" |
| 2    | Alejandro Marque | Palmeiras Resort   | a 22"  |
| 3    | José Mendes      | La Rota dos Moveis | a 27"  |

| Pos. | Corridore        | Squadra            | Tempo    |
| ---- | ---------------- | ------------------ | -------- |
| 1    | David Blanco     | Palmeiras Resort   | 9h16'07" |
| 2    | Alejandro Marque | Palmeiras Resort   | a 22"    |
| 3    | José Mendes      | La Rota dos Moveis | a 27"    |

### 4ª tappa
- 13 giugno: Redondo > Évora – 162 km

| Pos. | Corridore          | Squadra            | Tempo    |
| ---- | ------------------ | ------------------ | -------- |
| 1    | Steffen Radochla   | Sparkasse          | 3h32'35" |
| 2    | Bruno Matos Sancho | La Rota dos Moveis | s.t.     |
| 3    | Kevin Reza         |                    | a 2"     |

| Pos. | Corridore        | Squadra          | Tempo     |
| ---- | ---------------- | ---------------- | --------- |
| 1    | David Blanco     | Palmeiras Resort | 12h48'44" |
| 2    | Alejandro Marque | Palmeiras Resort | s.t.      |
| 3    | Fabio Silvestre  |                  | a 27"     |

## Classifiche finali

### Classifica generale
| Pos. | Corridore          | Squadra                 | Tempo     |
| ---- | ------------------ | ----------------------- | --------- |
| 1    | David Blanco       | Palmeiras Resort-Tavira | 12h48'44" |
| 2    | Alejandro Marque   | Palmeiras Resort-Tavira | s.t.      |
| 3    | Fabio Silvestre    |                         | a 27"     |
| 4    | José Mendes        | La Rota dos Moveis      | s.t.      |
| 5    | Cândido Barbosa    | Palmeiras Resort-Tavira | a 36"     |
| 6    | Bruno Pires        | Barbot-Siper            | a 37"     |
| 7    | Michał Kwiatkowski | Caja Rural              | a 42"     |
| 8    | Oleh Čužda         | Caja Rural              | a 48"     |
| 9    | Santiago Pérez     | Centro C. de Loulé      | a 54"     |
| 10   | Aketza Peña        | Caja Rural              | a 58"     |